# Marado (LPH-6112)
Marado (LPH-6112) je vrtulníková výsadková loď Námořnictva Korejské republiky, kterou postavila loděnice Hanjin Heavy Industries & Construction Co. nacházející se ve městě Pusan. Jedná se o druhou a zároveň poslední loď třídy Tokdo.

## Stavba a služba

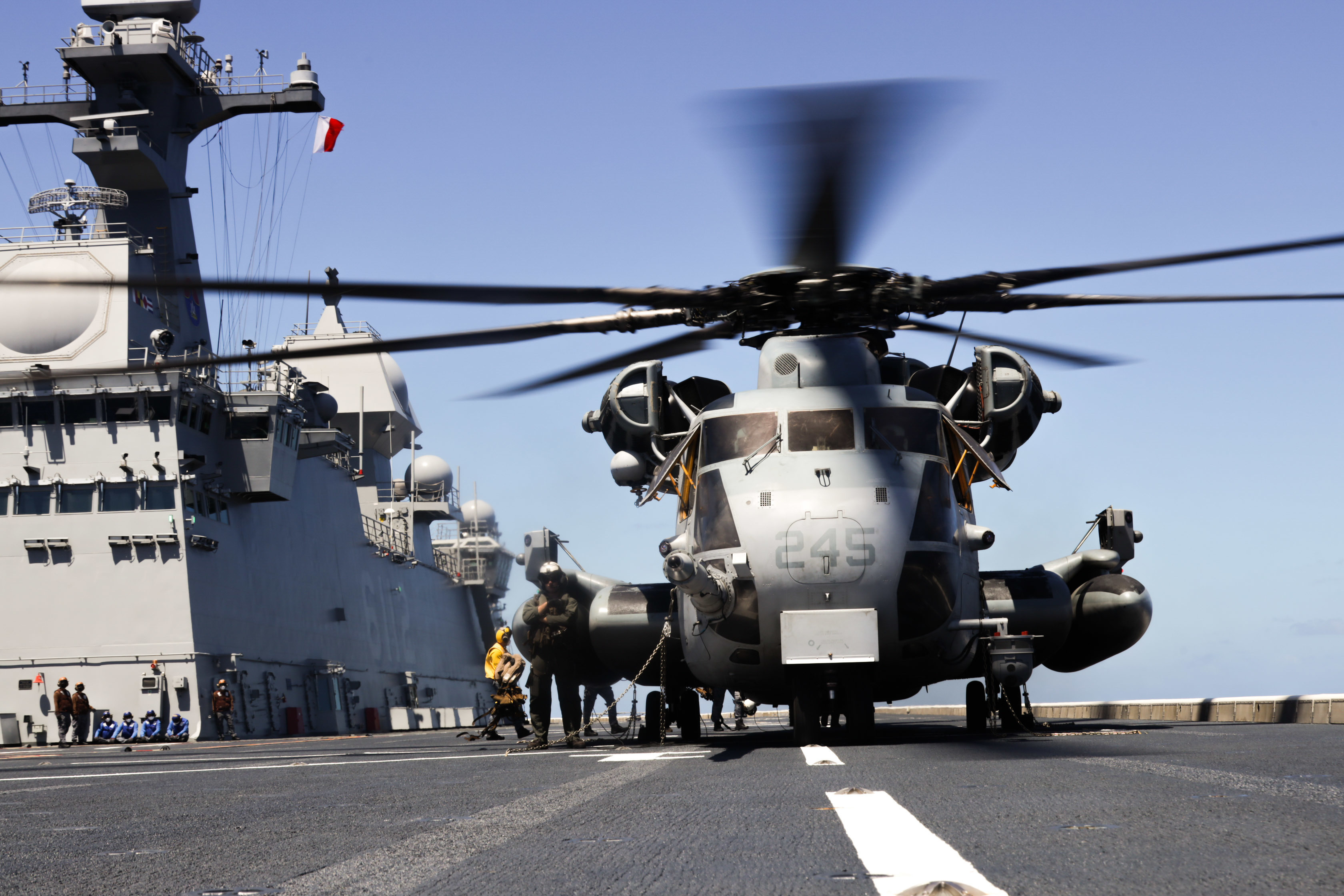
Vrtulník CH-53E Super Stallion přistávající na lodi Marado během cvičení RIMPAC 2022

Loď měla podle původních plánů vstoupit do služby v roce 2010, ale kvůli finanční krizi v roce 2008 byl rozpočet na obranu zmenšen a projekt lodi Marado zrušen. Po finanční krizi a po nárůstu napětí v regionu byl ale projekt obnoven. Stavba lodi začala 28. dubna 2017 a dne 14. května 2018 byla Marado spuštěna na vodu v loděnici ve městě Pusan. Stavba lodi tedy trvala pouze 1 rok. Marado byla uvedena do služby 28. června 2021 a přidala se tak ke své sesterské lodi Tokdo (LPH-6111). Marado se v roce 2022 zúčastnila námořního cvičení RIMPAC 2022.

## Výzbroj
Marado je vyzbrojena čtyřmi vertikálními vypouštěcími zařízeními K-VLS pro šestnáct raket země-vzduch Häkung a dvěma 20mm hlavňovými systémy blízké obrany Phalanx Block 1B. Loď pojme až patnáct vrtulníků Sikorsky UH-60 Black Hawk. Pro vyloďovací operace může být Marado vybavena šesti hlavními bojovými tanky, sedmi obojživelnými bojovými vozidly a dvěma výsadkovými vznášedly LCAC.